# Prestonia lindmanii
Prestonia lindmanii är en oleanderväxtart som först beskrevs av Gustaf Oskar Andersson Malme, och fick sitt nu gällande namn av Frederico Carlos Hoehne. Prestonia lindmanii ingår i släktet Prestonia och familjen oleanderväxter. Inga underarter finns listade i Catalogue of Life.